# Polk (ligne rose du métro de Chicago)
Pour les articles homonymes, voir Polk.
Polk (anciennement Polk/Medical Center) est une station aérienne de la ligne rose du métro de Chicago. La station se trouve dans le quartier de Near West Side.

## Description
Établie en aérien, la station Polk est située sur la ligne rose du métro de Chicago, entre les stations 18th, en direction de 54th/Cermak, et Ashland, en direction du Loop.
La station a ouvert ses portes le 28 avril 1896 sur le réseau de la Metropolitan West Side Elevated.
En 1983, la station originale a été démolie et reconstruite entièrement sur base du modèle fonctionnel utilisé entre autres sur la Dan Ryan Line ou lors de la rénovation de Merchandise Mart ou de Clark/Lake à la même époque. Ces travaux ont permis l’ajout de voies d’accès aux personnes handicapées et l’ouverture de sorties donnant directement accès au Illinois Medical District.
En 2003, un nouveau lifting fut opéré sans toutefois toucher au gros œuvre du bâtiment. 
Polk était desservie depuis 1958 par la ligne bleue en provenance de Logan Square et du Milwaukee-Dearborn Subway jusqu’en 2006 lorsque la ligne rose  fut ouverte. 
Polk se trouve à proximité de l’Université de l'Illinois à Chicago et du Illinois Medical District, 908 693 passagers y ont transité en 2008.

## Les correspondances avec lebus
- #7 Harrison
- #157 Streeterville/Taylor

## Dessertes
| Nord/Ouest                              |  |            |  | Sud/Est               |
| --------------------------------------- |  | ---------- |  | --------------------- |
| Ashland vers 54th/Cermak via Clark/Lake |  | ligne rose |  | 18th vers 54th/Cermak |
| modifier sur Wikidata                   |  |            |  |                       |